# Beidha Bordj
Beidha Bordj là một đô thị thuộc tỉnh Sétif, Algérie. Dân số thời điểm năm 2002 là 31.25 người.